# برندن (میسیسیپی)
برندن (به انگلیسی: Brandon) شهری در ایالت میسیسیپی کشور ایالات متحده آمریکا است که جمعیت آن در سرشماری سال ۲۰۱۰ میلادی، ۲۱٬۷۰۵
نفر بوده‌است.